# Андорра на літніх Олімпійських іграх 2016
Андорра на літніх Олімпійських ігри 2016 була представлена 5 спортсменами у чотирьох видах спорту. Жодної медалі олімпійці Андорри не завоювали.

## Легка атлетика
Легенда
- Note – для трекових дисциплін місце вказане лише для забігу, в якому взяв участь спортсмен
- Q = пройшов у наступне коло напряму
- q = пройшов у наступне коло за добором (для трекових дисциплін - найшвидші часи серед тих, хто не пройшов напряму; для технічних дисциплін - увійшов до визначеної кількості фіналістів за місцем якщо напряму пройшло менше спортсменів, ніж визначена кількість)
- NR = Національний рекорд
- N/A = Коло відсутнє у цій дисципліні
- Bye = спортсменові не потрібно змагатися у цьому колі

Трекові і шосейні дисципліни
| Спортсмен | Дисципліна                   | Попередній забіг | Попередній забіг | Півфінал        | Півфінал        | Фінал           | Фінал           |
| Спортсмен | Дисципліна                   | Результат        | Місце            | Результат       | Місце           | Результат       | Місце           |
| --------- | ---------------------------- | ---------------- | ---------------- | --------------- | --------------- | --------------- | --------------- |
| Пол Моя   | біг на 800 метрів (чоловіки) | 1:48.88          | 6                | Завершив виступ | Завершив виступ | Завершив виступ | Завершив виступ |

## Дзюдо
| Спортсмен    | Категорія        | 1/16 фіналу             | 1/8 фіналу         | Чвертьфінали       | Півфінали          | Втішний поєдинок   | Фінал / БМ         | Фінал / БМ       |
| Спортсмен    | Категорія        | Суперник Результат      | Суперник Результат | Суперник Результат | Суперник Результат | Суперник Результат | Суперник Результат | Місце            |
| ------------ | ---------------- | ----------------------- | ------------------ | ------------------ | ------------------ | ------------------ | ------------------ | ---------------- |
| Лаура Сальєс | до 63 кг (жінки) | Haecker (AUS) L 000–100 | Завершила виступ   | Завершила виступ   | Завершила виступ   | Завершила виступ   | Завершила виступ   | Завершила виступ |

## Стрільба
| Спортсмен      | Дисципліна                               | Кваліфікація | Кваліфікація | Фінал            | Фінал            |
| Спортсмен      | Дисципліна                               | Очки         | Місце        | Очки             | Місце            |
| -------------- | ---------------------------------------- | ------------ | ------------ | ---------------- | ---------------- |
| Естер Барругес | пневматична гвинтівка, 10 метрів (жінки) | 396.9        | 51           | Завершила виступ | Завершила виступ |

Пояснення до кваліфікації: Q = Пройшов у наступне коло; q = Кваліфікувався щоб змагатись у поєдинку за бронзову медаль

## Плавання
| Спортсмен      | Дисципліна                           | Попередній заплив | Попередній заплив | Півфінал         | Півфінал         | Фінал            | Фінал            |
| Спортсмен      | Дисципліна                           | Час               | Місце             | Час              | Місце            | Час              | Місце            |
| -------------- | ------------------------------------ | ----------------- | ----------------- | ---------------- | ---------------- | ---------------- | ---------------- |
| Поль Аріас     | 400 метрів вільним стилем (чоловіки) | 4:21.16           | 49                | Н/Д              | Н/Д              | Завершив виступ  | Завершив виступ  |
| Моніка Рамірес | 100 метрів вільним стилем (жінки)    | DNS               | DNS               | Завершила виступ | Завершила виступ | Завершила виступ | Завершила виступ |